# Okres Walczących Królestw
Okres Walczących Królestw (chiń. upr. 战国时代; chiń. trad. 戰國時代; pinyin Zhànguó shídài) – okres w historii Chin, końcowy podokres dynastii Zhou, zakończony zjednoczeniem kraju przez Qin Shi Huanga. Trwał od 480 do 221 p.n.e., przy czym dynastia Zhou upadła w 256 p.n.e. Nazwa okresu wywodzi się od księgi Zhanguo Ce (chiń. upr. 战国策; dosł. „Intrygi Walczących Państw”). 
W epoce tej drobne księstwa istniejące w okresie Wiosen i Jesieni uległy konsolidacji. O supremację nad Chinami toczyło walki siedem krajów: Chu (楚), Han (韓), Qi (齊), Qin (秦), Wei (魏), Yan (燕) oraz Zhao (趙). Z tej siódemki państwo Qin okazało się najsilniejsze i to ono w 221 p.n.e. dokonało podboju całych Chin, które stały się odtąd cesarstwem.